# Ђ
Dje, Dye hay Đe (Ђ ђ, chữ nghiêng: Ђ ђ) là một chữ cái trong bảng chữ cái Kirin.
Dje là chữ cái thứ sáu trong bảng chữ cái Kirin của tiếng Serbia, được sử dụng trong tiếng Serbia-Croatia để đại diện cho âm /dʑ/. Mặc dù là một chữ cái Kirin, nó cũng được sử dụng trong phiên âm ngữ âm tiếng Slovincian dựa trên tiếng Latinh, có lẽ tương tự nhau về phát âm.
Dje tương ứng với chữ Latinh D với nét gạch (Đ đ) trong bảng chữ cái Latinh của Gaj cho tiếng Serbia-Croatia và được phiên âm tương tự. Khi không có nét gạch, nó được phiên âm là ⟨Dj dj⟩ hay ⟨Ď ď⟩.

## Lịch sử
Dje được xây dựng theo yêu cầu của Vuk Stefanović Karadžić. Có một số biến thể được đề xuất của chữ cái này (một là của Pavle Solarić, một là của Gligorije Geršić). Biến thể hiện đang được sử dụng do Lukijan Mušicki thiết kế; nó được thiết kế bằng cách sửa đổi chữ cái Ћ, bản thân nó là sự phục hồi của chữ cái Kirin cổ là Djerv (Ꙉ). Chữ cái mới đã được thông qua trong từ điển của Karadžić vào năm 1818 và do đó được sử dụng rộng rãi. Ngoài ra còn có một biến thể chữ ghép giữa Д và Ь chưa được thêm vào trong Unicode dưới dạng ký tự và được sử dụng trước khi dje có dạng hiện tại.

## Các chữ cái liên quan và các ký tự tương tự khác
- Ћ ћ: Chữ Kirin Tshe
- Ѓ ѓ: Chữ Kirin Gje
- Đ đ: Chữ Latin D với nét gạch
- Ď ď: Chữ Latin D với dấu mũ ngược
- J j: Chữ Latin J
- Ꙉ ꙉ: Chữ Kirin cổ Djerv

## Mã máy tính
| Kí tự               | Ђ                           | Ђ                           | ђ                         | ђ                         |
| ------------------- | --------------------------- | --------------------------- | ------------------------- | ------------------------- |
| Tên Unicode         | CYRILLIC CAPITAL LETTER DJE | CYRILLIC CAPITAL LETTER DJE | CYRILLIC SMALL LETTER DJE | CYRILLIC SMALL LETTER DJE |
| Mã hóa ký tự        | decimal                     | hex                         | decimal                   | hex                       |
| Unicode             | 1026                        | U+0402                      | 1106                      | U+0452                    |
| UTF-8               | 208 130                     | D0 82                       | 209 146                   | D1 92                     |
| Tham chiếu ký tự số | &#1026;                     | &#x402;                     | &#1106;                   | &#x452;                   |
| Code page 855       | 129                         | 81                          | 128                       | 80                        |
| Windows-1251        | 128                         | 80                          | 144                       | 90                        |
| ISO-8859-5          | 162                         | A2                          | 242                       | F2                        |
| Macintosh Cyrillic  | 171                         | AB                          | 172                       | AC                        |